# Lagenantha
Lagenantha là chi thực vật có hoa trong họ Amaranthaceae.